# Наумов, Сергей Иванович
Сергей Иванович Наумов (латыш. Sergejs Naumovs, род. 4 апреля 1969, Рига) — профессиональный советский и латвийский хоккеист, вратарь. Ныне тренер вратарей московского ЦСКА.

## Биография
Воспитанник рижского «Динамо», начинал там свою карьеру. Затем выступал на клубном уровне в низших американских лигах, в Швеции, России и Италии, сменив большое число команд. Его последним клубом было возрождённое рижское «Динамо», где он провёл сезон 2008/09, играя в КХЛ.
Выступал за сборную Латвии.
В 2013 году награждён орденом «За заслуги» ІІІ степени.